# 塞勒姆縣
塞勒姆縣（英語：Salem County）是美国新泽西州西南部的一個縣，面積965平方公里。根據2020年美國人口普查，共有人口64,837人。縣治塞勒姆（Salem）。該縣成立於1694年5月7日，縣名源自希伯来语，是「和平」的意思。